# Eremobelba ornata
Eremobelba ornata är en kvalsterart som beskrevs av Balogh och Sandór Mahunka 1969. Eremobelba ornata ingår i släktet Eremobelba och familjen Eremobelbidae. Inga underarter finns listade i Catalogue of Life.